# 市原刑務所

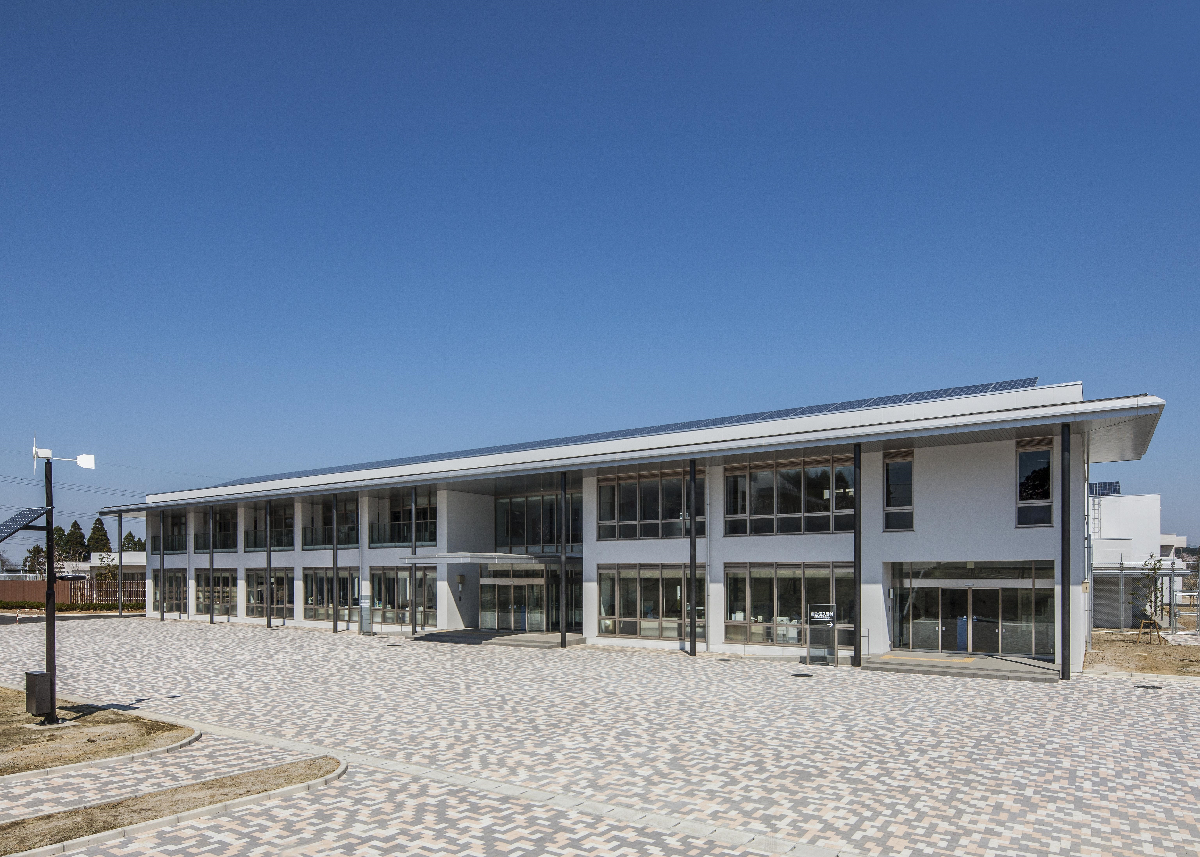
庁舎 外観

市原刑務所（いちはらけいむしょ）は、法務省矯正局の東京矯正管区に属する刑務所。
交通事犯の受刑者を主に収容しており、「交通刑務所」として有名。

## 所在地
- 〒290-0204　千葉県市原市磯ケ谷11-1
  - JR東日本内房線五井駅から小湊鉄道へ乗換、上総山田駅下車しタクシーで約5分。上総山田駅から徒歩だと約50分。

## 収容分類級
収容分類級は以下の3級。
- I級
- YA級（収容分類にはない様に見えるが、これは「Y」と「A」の組み合わせ。）
- A級

禁錮刑受刑者・若年初犯者・初犯者（70歳以下）を収容する交通刑務所。ただし社会での行状や事故の経緯によっては、たとえ交通事犯であっても府中刑務所などの一般の刑務所に送られるケース(飲酒運転など)も多い。

## 収容定員
- 463人

## 沿革
- 1945年（昭和20年）9月　豊多摩刑務所（後の中野刑務所）の受刑者約900名を、千葉県習志野市の旧陸軍廠舎跡地に移送し、「習志野農村建設隊」と称して土地の開墾に従事させる。
- 1946年（昭和21年）
  - 1月　外部朝鮮人による騒擾が起こる[1]。
  - 5月　受刑者28人が集団逃走[2]。
- 1947年（昭和22年）5月　「豊多摩刑務所習志野作業場」と改称。
- 1957年（昭和32年）7月　「千葉刑務所習志野作業場」と改称。
- 1963年（昭和38年）3月　東京矯正管区内で刑が確定した交通事犯受刑者の処遇を試行的に開始。
- 1969年（昭和44年）3月　現在地に移転し、「千葉刑務所市原刑務支所」と改称。同年11月、本所に昇格し、「市原刑務所」となる。
- 2001年（平成13年）9月　全国各地で刑が確定した交通事犯受刑者の収容を開始。
- 2002年（平成14年）6月　危険運転致死傷罪受刑者に収容を開始
- 2004年（平成16年）3月　収容対象が、交通事犯集禁対象者のうち、執行刑期が4年未満の者とされ、収容調整が行われる。
- 2006年（平成18年）5月　刑事施設及び受刑者の処遇等に関する法律の施行により、開放的施設に指定される。
- 2012年（平成24年）3月　現在地にて全体改築工事が完成。

## 組織
所長の下に2部1課を持つ2部制である。
- 総務部（庶務課、会計課、用度課）
- 処遇部（処遇担当、企画担当）
- 医務課

## 外観・設備

### つぐないの碑
- 敷地内のグラウンド脇に、交通事故（特に死亡事故）の犠牲者を供養する慰霊碑が建てられている。1978年に地元の民間支援者によって建てられ、受刑者はここで被害者の冥福を祈る[3]。
- 碑にはあやまちを
反省し
社会人として
立直ることを
誓いますと碑文が記されている[4]。

### その他
- 居室は大きく分けて3つの建物（単独寮、準開放寮、開放寮、希望寮）となっている。
- 一般的な刑務所と比べると格段に処遇等、受刑生活全般が緩めとなっている。この点は交通犯罪に特化した施設が故の特徴と言える。
- 単独寮はいわゆる独居房。3畳程度の部屋にトイレ、洗面台がついている。入所しておおよそ3週間の新入教育期間（新入教育期間は2週間）や、規律違反等で調査・懲罰・休養（病気など）になると入る。準開放寮は、50m程度の建物で、廊下の左右にベッドがならんでいる。いわゆる雑居房はない。
- 開放寮・準開放寮ともほぼ同じ作りだが、規則が違う。準開放寮、開放寮はベッドの1つ1つを居室として捉え、準開放寮では居室同士の訪問、会話は禁止となっている。両寮ともに居室の他に図書室、談話室（両室にテレビ設置）がある。寮では、会話できるのは基本談話室のみ。
- 希望寮は2階に出所班（仮釈放2週間前の木曜日から入寮で出所日の木曜日まで）と1階に1類の受刑者が入寮している建物。2階の出所班は釈放前教育を受ける。1階、2階共にテレビ付きの個室となっている。平均的な仮釈放期間は現在刑期の1/8程度で近年厳しさを増している。刑期が1年未満の短期でも仮釈放は貰える。例えば刑が半年でも1ヶ月は貰える。ただ帰住地や身元引き受人が決まらなかったり、調査・懲罰等で減点があると難しいので注意。
- 病舎用建物がないため、休養者も単独寮で過ごす。

## 特記事項
- 市原刑務所で作られていた「味噌」「醤油」は、全国の刑務所厨房で利用され、「刑務所作業製品展示・即売会」でもすぐに完売となるほどの人気商品であったが、2012年に施設の全体改築工事に伴い工場設備を閉鎖したため製造を打ち切った。その後、全国で初めてシイタケの栽培を刑務作業の一つとして導入し、菌床作りから収穫まで全ての工程を受刑者が行い、毎月約1トンのシイタケを生産。製品化した生シイタケと乾燥シイタケは即売会などで販売されている。2019年9月の台風15号による停電で空調が止まり培養中の菌床が死んでしまう被害を受けたが、菌床を新しく作り直し生産量は回復した[5]。
- 刑務作業は、1工場・2工場・3工場・4工場(現在は休止中）・5工場（現在は休止中）・営繕工場・衛生工場・炊場（受刑者の食事を作る）・職炊(職員の食堂）・外部工場・訓練工場・図書計算工場・洗濯工場など。
- 食事は単独寮、外部工場の受刑者を除き、すべて食堂で行う。また、隣接する少年刑務所の市原青年矯正センターの食事も同所で一括調理を行っている。そのため、食中毒が発生した際は同センターまで波及する可能性がある。
- 近年、事故件数は減少傾向にあり、収容人員は200人を切っている。2020年11月末時点で入所者は140人弱。平均年齢は39.4歳。全員が初犯の男性で、服役期間は平均2年4ヶ月。4割強が被害者を死亡させている[6]。